# Quitandinha Serenaders
Quitandinha Serenaders foi um conjunto vocal brasileiro dos anos 40. 
Formado por Alberto Ruschell, Francisco Pacheco, Luiz Bonfá e Luiz Telles, recebeu esse nome do produtor musical Carlos Machado, quando o conjunto se apresentava no Hotel Quitandinha, em Petrópolis. 
Em 1947 gravou a música Felicidade, de Lupicínio Rodrigues, dando projeção nacional ao compositor.
Em 1953, o grupo se desfez, após gravar dois discos pela Continental e oito pela Odeon.

## Discografia
- (1952) José do rancho/Prece ao Senhor do Bonfim • Odeon • 78
- (1952) Tormento/Meu lamento • Odeon • 78
- (1951) Sansão e Dalila/É ordem do rei • Odeon • 78
- (1951) El soldado de Levita/No lo digas no • Odeon • 78
- (1951) Qual o que!/Vaqueiro nordestino • Odeon • 78
- (1951) Nero/Morena da praia • Odeon • 78
- (1950) Sabiá cantô/O amor é assim • Odeon • 78
- (1950) Quando você voi-se embora/Xô! Xô! Passarinho • Odeon • 78
- (1949) Gauchinha/El abandonado • Continental • 78
- (1948) Alecrim/Eu, você e o mar • Continental • 78